# حوفث
عَصَّابَة أو حَوْفَث أو متباين الأسنان (الاسم العلمي: Heterodon)، جنس ثعابين غير مؤذية تستوطن أمريكا الشمالية. أنواعه المعروفة ثلاثة.